# Jerzy Bronisławski
Jerzy Bronisławski (ur. 7 maja 1930 w Łodzi) – pułkownik kontrwywiadu cywilnego PRL, prawnik, pisarz, pilot i tłumacz grup turystycznych.

## Dzieciństwo
Jego ojciec Marcin Bronisławski był przedsiębiorcą transportowym. Wraz z innymi przedsiębiorcami zorganizował zbiórkę funduszy na zakup samolotu dla Wojska Polskiego. Został on oficjalnie przekazany latem 1939 r. na lotnisku w pobliżu Łodzi. Wydarzenie to opisała prasa. Ten fakt miał duży wpływ na dalsze losy rodziny Bronisławskich. Z tego powodu Marcin Bronisławski trafił później do obozu, zaś Jerzy Bronisławski wraz z matką na przymusowe roboty. Trudne warunki obozowe oraz podczas przymusowych robót, a także wyczerpująca praca przy pozyskiwaniu torfu trwale nadwątliła im zdrowie. Po wojnie Marcin Bronisławski był obłożnie chory, aż do swojej śmierci.

## Praca w kontrwywiadzie
Był pracownikiem MSW PRL w latach 1949–1974, głównie kontrwywiadu cywilnego. Rozpoczął pracę w Wojewódzkim Urzędzie Bezpieczeństwa Publicznego w Olsztynie w październiku 1949 roku. Po rozpracowaniu siatki Werwolfu (Wilkołaków) przeniesiono go do Wydziału I Departamentu I MBP (kontrwywiad) w Warszawie, zajmującego się zwalczaniem szpiegostwa na rzecz RFN i szpiegów prohitlerowskich z czasu wojny. W roku akademickim 1955–1956 studiował w szkole kontrwywiadu w Moskwie. Po powrocie został kierownikiem sekcji kontrwywiadu w Wydziale I Departamentu II zajmującego się zwalczaniem wywiadu USA. Od października 1959 do września 1961 r. pracował w rezydenturze polskiego kontrwywiadu w Berlinie Wschodnim. Po powrocie pracował w specjalnej grupie kontrwywiadu zajmującej się wybranymi, dotychczas nie rozwiązanymi sprawami. Następnie został kierownikiem sekcji zajmującej się rozpracowywaniem akredytowanych w Polsce zagranicznych dziennikarzy. Od marca 1971 do grudnia 1974 roku był pierwszym rzecznikiem prasowym MSW.
W trakcie pracy zawodowej studiował prawo na Uniwersytecie im. Adama Mickiewicza w Poznaniu. Na tej uczelni obronił w latach 60. pracę doktorską pt. Szpiegostwo, wywiad i dywersja w polskim prawie karnym (1772–1960). W 1974 r. opublikował opracowaną na jej podstawie książkę pt. Szpiegostwo, wywiad, paragrafy.

## Twórczość literacka i dalsze losy
Z twórczością literacką od jej strony warsztatowej po raz pierwszy zetknął się w połowie lat 50., gdy na polecenie przełożonych pomagał Lucjanowi Wolanowskiemu w zbieraniu materiałów do jego książki Cichy front. W tej książce opisano działalność wywiadowczą i dywersyjną „Organizacji Gehlena” oraz walkę z nią polskiego kontrwywiadu, w których brał udział Bronisławski. Swoje pierwsze opowiadanie pt. Kariera przesłał na przełomie 1961–1962 r. jednemu z warszawskich tygodników, który ogłosił konkurs na opis losów powojennej inteligencji polskiej. Otrzymał za nie drugą nagrodę. Opowiadanie opublikował „Magazyn Polski”.
Jedną ze swoich powieści Zanim przyjdą o świcie (1969) zaadaptował na scenariusz filmu sensacyjno-szpiegowskiego Orzeł i reszka z 1974 roku.
Jest członkiem Związku Literatów Polskich.
Od 1976 był przewodnikiem turystycznym dla grup niemieckojęzycznych, zwłaszcza przyjeżdżających na polowania. Swoje doświadczenia w tym zakresie opisał w książce Lasy, zwierzęta i ludzie (1988).

## Twórczość
- Niewidzialni w tłumie. Wyd. I, Iskry, Warszawa 1967, s. 282.
- Niewidzialni w tłumie. Tropami dramatycznej walki kontrwywiadu. Wyd. II, Iskry, Warszawa 1968, s. 199.
- Zanim przyjdą o świcie... Wyd. I, Iskry, Warszawa 1969, s. 333.
- Zanim przyjdą o świcie... Wyd. II przejrz. i popr., Iskry, Warszawa 1970, s. 269.
- Szable i lichwiarze. Wyd. Iskry, Warszawa 1970, s. 350.
- Pomyłka Mr Baileya. Wyd. MON, Warszawa 1970, s. 164. Seria Labirynt.
- Anatomia zdrady. Wyd. MON, Warszawa 1971, s. 183.
- Wyobcowani. Wyd. Iskry, Warszawa 1972, s. 310.
- Pojedynek. Wyd. MON, Warszawa 1972, s. 176. Seria Labirynt.
- Szpiegostwo, wywiad, paragrafy. Wyd. MON, Warszawa 1974, s. 272.
- Niewidzialni w tłumie. Tropami dramatycznej walki kontrwywiadu. Wyd. III, Iskry, Warszawa 1975, s. 297.
- Życie bez gwarancji. Wyd. Iskry, Warszawa 1975, s. 384.
- Gospodarz pustego domu. Wyd. MAW, Warszawa 1978, s. 228.
- Bez skrupułów. Wyd. MAW, Warszawa 1979, s. 196. ISBN 83-203-1029-6.
- Mazurska saga. Wyd. MAW, Warszawa 1980, s. 241. ISBN 83-203-1103-2.
- Fałszywi prorocy. Wyd. I, MAW, Warszawa 1981, s. 260. ISBN 83-203-1366-X.
- Fałszywi prorocy. Wyd. II, MAW, Warszawa 1984, s. 264.
- Ziemia podglądana. Wyd. Instytut Wydawniczy Związków Zawodowych, Warszawa 1987, s. 136. ISBN 83-202-0515-8.
- Lasy, zwierzęta i ludzie. Wyd. KAW, Warszawa 1988.
- ...i kontrwywiad (wspomnienia oficera operacyjnego). Wyd. Oficyna Wydawnicza „Spar”, Warszawa 1997, s. 440. ISBN 83-86625-65-1.
- Instygator. Wyd. Adam Marszałek, Toruń 2006, s. 372. ISBN 83-7441-209-7, ISBN 978-83-7441-209-4.
- Wczorajsze jutro (cztery małe ojczyzny). Wyd. Adam Marszałek, Toruń 2007, s. 366. ISBN 978-83-7441-537-8.

## Nagrody
- Druga nagroda od jednego z tygodników za opowiadanie pt. Kariera w konkursie na opis losów powojennej inteligencji polskiej, przełom 1961–1962 roku.
- Druga nagroda w ogólnopolskim konkursie literackim im. Eugeniusza Paukszty zorganizowanym przez Bibliotekę Publiczną w Kargowej w 2003 roku (za powieść Wczorajsze jutro).